# Anisotes nyassae
Anisotes nyassae là một loài thực vật có hoa trong họ Ô rô. Loài này được Baden mô tả khoa học đầu tiên năm 1981.